# ژانگ جینگ هویی
ژانگ جینگ هویی (انگلیسی: Zhang Jinghui؛ 1871 – ۱ نوامبر ۱۹۵۹) سیاستمدار اهل مانچوکوئو بود.